# Václav Kořínek (1897–1978)
Václav Kořínek (26. srpna 1897, Nymburk  – 26. října 1978, Mladá Boleslav) byl nymburský rodák a patriot, popularizátor nymburské historie, povoláním železničář.  

## Život
Narodil se jako syn Františka Kořínka, topiče Rakouské severozápadní dráhy, a Marie rozené Skřepové (Skrzepové). V Nymburce získal základní vzdělání a vyučil se strojním zámečníkem. Před první světovou válkou byl zaměstnán u firmy Akciová společnost Strojírny, dříve Breitfeld, Daněk i spol. v Praze-Karlíně. Po válce nastoupil službu u Československých státních drah v Nymburce, kde pracoval postupně jako zámečník, topič na lokomotivě, strojvůdce a strojmistr. Dráze zůstal věrný až do odchodu do důchodu.
K řadě jeho koníčků a aktivit patřil vedle celoživotního zájmu o železnici především zájem o historii, zvláště o historii města Nymburka. Jako charismatický popularizátor nymburské historie přednášel v okresní knihovně, pořádal relace v městském rozhlase a provázel po městě. Byl též aktivním členem Sokola a zpíval v chrámovém sboru. Václav Kořínek spolupracoval s Československou akademií věd při vytváření soupisu pomístních jmen. Při přípravě oslav sedmistého výročí založení města Nymburka horlivě pracoval jako člen historicko-propagační komise.
Znalosti Václava Kořínka o Nymburce uplatnil ve své literární tvorbě spisovatel Bohumil Hrabal (1914–1997), který se s ním přátelil a poslouchal jeho vyprávění. Nejvíce je to patrné v Hrabalově próze Harlekýnovy miliony (1981).
Václav Kořínek zemřel 26. října 1978 v Mladé Boleslavi.

## Dílo

### Publikace
Z historie Nymburka k dnešku. Nymbursko. 1964, 5, č. 18 ze 7. 5. 1964, č. 19. z 14. 5. 1964, č. 20 z 21. 5. 1964, č. 21 z 28. 5. 1964, č. 22 ze 4. 6. 1964, č. 23 z 11. 6. 1964, č. 24 z 18. 6. 1964, č. 25 z 25. 6. 1964, č. 26 z 2. 7. 1964, č. 27 z 9. 7. 1964, č. 28 z 16. 7. 1964.
O založení města Nymburka. Nymbursko. 1975, 16, č. 2 z 9. 1. 1975, č. 3 ze 16. 1. 1975, č. 4 z 23. 1. 1975, č. 5 z 30. 1. 1975, č. 6 z 6. 2. 1975, č. 7 z 13. 2. 1975, č. 8 z 20. 2. 1975, č. 9 z 27. 2. 1975, č. 10 z 6. 3. 1975, č. 11 z 13. 3. 1975, č. 12 z 20. 3. 1975, č. 13 z 27. 3. 1975, č. 14 z 3. 4. 1975, č. 15 z 10. 4. 1975, č. 16 z 17. 4. 1975, č. 17 z 24. 4. 1975, č. 18 z 1. 5. 1975, č. 20 z 15. 5. 1975, č. 21 z 22. 5. 1975, č. 23 z 5. 6. 1975, č. 24 z 12. 6. 1975, č. 25 z 19. 6. 1975, č. 26 z 26. 6. 1975, č. 27 z 3. 7. 1975, č. 28 z 10. 7. 1975, č. 29 ze 17. 7. 1975, č. 30 z 24. 7. 1975, č. 31 z 31. 7. 1975, č. 32 ze 7. 8. 1975, č. 33 ze 14. 8. 1975, č. 34 z 21. 8. 1975, č. 35 z 28. 8. 1975, č. 36 ze 4. 9. 1975, č. 37 z 11. 9. 1975, č. 38 z 18. 9. 1975, č. 39 z 25. 9. 1975, č. 40 z 2. 10. 1975, č. 41 z 9. 11. 1975, č. 42 z 16. 10. 1975, č. 43 z 23. 10. 1975, č. 44 z 30. 10. 1975, č. 45 z 6. 11. 1975, č. 46 z 13. 11. 1975, č. 47 z 20. 11. 1975, č. 48 z 27. 11. 1975, č. 49 ze 4. 12. 1975, č. 50 z 11. 12. 1975.
Jak bývávalo v Nymburce. Historie i vyprávění. Kanina – Nymburk 2012. ISBN 978-80-87269-25-1.